# 上遠野竜也
上遠野 竜也（かとおの たつや、2000年12月5日 - ）は、日本の男性声優。東京都出身。身長164cm、血液型はA型。

## 来歴
「彬美弥（あきびゃ）」名義で中学生時代から動画投稿者として活動をしており、2015年8月の中学三年生のときに仮想劇団『劇団【プロジェクト花月】』を立ち上げた。
2018年の高校三年生の時には第七回国際声優コンテスト『声優魂』で決勝大会に進出し、入賞した。
現在は洗足学園音楽大学声優アニメソングコースの四期生として入学し、演技や歌などにとどまらず、音楽教員の教職課程を履修する。
四期生の友人とともに企画制作のノウハウを生かし、『必声ゼミ（非公認）』を立ち上げた。同人誌即売会にて頒布するボイスドラマCD『必声」の制作を主に活動しており、本人は脚本、監督、演出、編集、広報、出演など一気に担っている。
2020年から『劇団【プロジェクト花月】』と『必声ゼミ(非公認)』の最終作品として「一声攻劇グリッチコンティニュー」を制作しており、本人は原案、編集、広報、主演として参加している。
ネット声優としても活動していたことがあるが、本人名義での初の出演作品は『Pokémon LEGENDS アルセウス』であり、主人公のキャラクターボイスを担当した。

## 人物
動画・音源編集、デザイン、イラストの着彩、脚本、演出などの技術を持っており、本人の制作した動画で確認できる。
中低音を活かし、主にガラの悪い演技を得意とする。

## 出演
太字はメインキャラクター。

### Webボイスドラマ
- 必声シリーズ（2021年、川下晴樹[7]）
- 一声攻劇グリッチコンティニュー（2022年、葛城遊馬[13]）

### ゲーム
- Pokémon LEGENDS アルセウス（2022年、主人公〈男〉[10]）
- ポケットモンスター スカーレット・バイオレット（2022年）

### Web配信番組
- 2.5限目 音ノ庭ラジオ（2022年 - 2023年、YouTube）パーソナリティ[14]

## 受賞歴
- 2018年
  - 第七回国際声優コンテスト『声優魂』入賞[5]